# Condecoracions de Polònia
La següent és una llista de les condecoracions de Polònia. La majoria són atorgades per l'Exèrcit Polonès, si bé algunes d'elles són condecoracions civils que poden ser lluïdes pel personal militar.
Diverses d'elles estan derogades; algunes només són de l'època de la Segona Guerra Mundial, i d'altres són de la República Popular de Polònia. La següent llista és segons l'ordre de precedència establert el 1992.
- Orde de l'Àliga Blanca - Order Orła Białego
- Orde Virtuti Militari - Order Virtuti Militari
- Orde de la Polònia Renascuda - Order Odrodzenia Polski
- Orde de la Creu de la Independència - Order Krzyża Niepodległości
- Orde de la Creu Militar - Order Krzyża Wojskowego
- Orde al Mèrit de la República de Polònia - Order Zasługi Rzeczypospolitej Polskiej
- Creu al Valor - Krzyż Walecznych
- Creu del Mèrit amb Espases - Krzyż Zasługi z Mieczami
- Creu al Mèrit - Krzyż Zasługi
- Creu al Mèrit per Valentia - Krzyż Zasługi za Dzielność
- Medalla pel Sacrifici i Valentia - Medal za Ofiarność i Odwagę
- Medalla pel Servei a la Pàtria a les Forces Armades - Sily Zbrojne w Sluzbie Ojczyzny
- Medalla per una Llarga Vida Marital - Medal Za Długoletnie Pożycie Małżeńskie
- - Medal za Zaslugi dla Obronnosci Kraju
- Orde del Somriure - Order Uśmiechu

## Medalles obsoletes
- Creu de Grunwald - Order Krzyza Grunwaldu
- Creu de la Independència - Krzyż Niepodległości
- Medalla Commemorativa de la Guerra 1918-1921 - Medal Pamiatkowy za Wojne 1918-1921
- Creu dels Voluntaris de la Guerra 1918-1921 - Krzyz Ochotniczy za Wojne 1918-1921
- Medalla de la Guerra de Defensa de 1939 - Za Udział w Wojnie Obronnej 1939
- Medalla de l'Exèrcit de la Guerra 1939-1945 - Medal Wojska za Wojne 1939-45
- Medalla de la Força Aèria de la Guerra 1939-1945 - Medal Lotniczy za Wojne 1939-45
- Medalla de la Marina de la Guerra 1939-1945 - Medal Morski za Wojne 1939-45
- Medalla de la Marina Mercant de la Guerra 1939-1945 - Medal Morski Polskiej Marynarki Handlowej za Wojne 1939-45
- Medalla de la Victòria i la Llibertat 1945 - Medal Zwycięstwa i Wolności 1945
- Creu dels Partisans - Krzyz Partyzancki
- Creu de l'Exèrcit Local - Krzyz Armii Krajowej
- Galó de Silèsia pel Valor i el Mèrit - Slaska Wstega Walecznosci i Zaslugi
- Creu de Monte Cassino - Krzyz Monte Cassino
- Medalla pels Mèrits al Camp de Glòria - Zasluzonym na Polu Chwaly
- Per la nostra llibertat i la vostra - Za waszą wolność i naszą

- Creu pels Alçaments de Silèsia - Śląski Krzyż Powstańczy
- Creu per l'Alçament de la Gran Polònia - Wielkopolski Krzyż Powstańczy
- Medalla per Varsòvia 1939-1945 - Medal Za Warszawę 1939-1945